# Astroma chloropterum
Astroma chloropterum är en insektsart som beskrevs av Toussaint de Charpentier 1841. Astroma chloropterum ingår i släktet Astroma och familjen Proscopiidae. Inga underarter finns listade i Catalogue of Life.